# Languedoc-Saint Drézéry
Le saint-drézéry, ou languedoc Saint-Drézéry, est un vin rouge français produit sur la commune du même nom située au nord de Montpellier, à la limite entre l'Hérault et le Gard. Il s'agit d'une des dénominations géographiques de l'appellation languedoc. La zone de production se trouve au sein des grés-de-montpellier, cette dernière étant devenue une appellation en 2024.

## Histoire
En 1768, la marque « Saint-Drézéry » est déposée, afin de protéger les vins du village.
Avant la crise du phylloxéra à la fin du XIXe siècle, plus de 800 sur 1 047 hectares de territoire étaient consacrés à la culture de la vigne. Le vin de Saint-Drézéry a toujours joui d'une excellente réputation, pour ses rouges et ses rosés : il était déjà connu à la Cour de Versailles et était exporté dès le XIXe siècle.
Dès 1945, les viticulteurs de la cave coopérative demandent le classement de Saint-Drézéry en AOC. Le premier syndicat de l'appellation est créé.
En 1955, le bureau du conseil d'administration est composé comme suit :
- Président : Jean Faizandier
- Vice-président : Adrien Cardonnet
- Trésorier : André Crayon Durand
- Secrétaire : Marcel Galabrun
- Membres : Gaston Domergue, Henri Parent, Arthur Caizergues, Paul Arlery et Paul Bonbounous.

C'est en 1951 qu'a été obtenu le label vin délimité de qualité supérieure (VDQS) de l'INAO, un des plus anciens du Languedoc. Le dossier de demande de classement en AOC est enregistré en 1972.
En 1960, treize VDQS sont regroupées pour n'en former qu'une seule, appelée coteaux-du-languedoc, qui obtient de passer en appellation d'origine contrôlée (AOC) par le décret du 24 décembre 1985.
Le 3 mai 2007, l'appellation coteaux-du-languedoc change de nouveau de nom, devenant l'appellation languedoc. Cette nouvelle appellation régionale est encadrée par le décret du 29 octobre 2009, qui y reconnaît quinze dénominations géographiques dont quelques crus communaux comme celui de Saint-Drézéry, uniquement pour ses vins rouges.

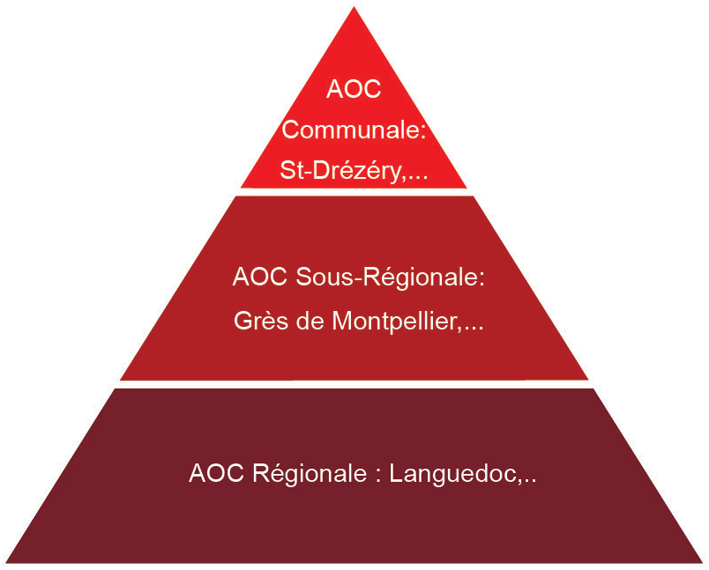
La nouvelle hiérarchisation des AOC du Languedoc.

La future hiérarchisation des vins du Languedoc envisagera trois niveaux :
l'appellation générique (languedoc) ;
les appellations sous-régionales (corbières, faugères, pic-saint-loup, grés de Montpellier...) ;
les appellations communales (saint-georges-d’orques, saint-drézéry...).
Créé à la fin des années 1940 et reformé en 2009, le Syndicat de défense des vins de Saint-Drézéry regroupe aujourd’hui huit caves et domaines : Cellier du Val des Pins, Domaine Saint-Jean de l’Arbousier, Château Montel, Domaine Ellul-Ferrières, Château Puech-Haut, Mas de Carrat, Mas d’Arcaÿ et Domaine de Valinière.

### Étymologie
Le nom de la dénomination est celui du village en son centre : Saint-Drézéry. La dénomination viticole « saint-drézéry » est née au cours du XXe siècle.
Saint-Drézéry, dont l'histoire et le développement économique sont fortement liés à la viticulture depuis le Moyen Âge, est un ancien prieuré propriété de l'évêché de Maguelone. Le château, qui a appartenu à Jean-Jacques-Régis de Cambacérès, possède un vaste parc attenant. Cet ensemble occupe le centre de la commune et en est le véritable cœur.
En 2010, Saint-Drézéry compte un peu plus de 2 000 habitants. La viticulture est toujours un pilier de l'activité du village, qui se positionne aujourd'hui pour obtenir la reconnaissance en cru communal.

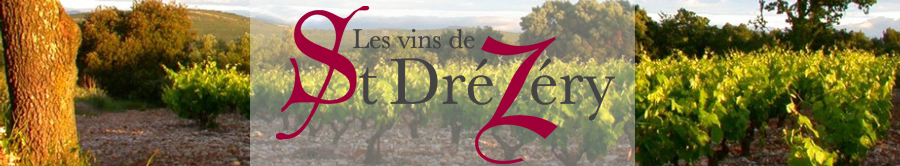
Les vins de Saint-Drézéry.

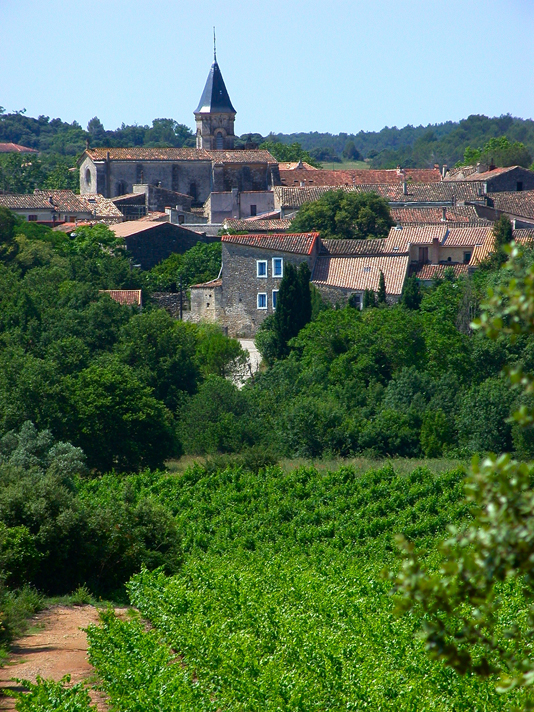
Le village de Saint-Drézéry.

## Situation géographique
La dénomination saint-drézéry est produite en France, dans la région Languedoc-Roussillon, plus précisément dans le nord-est du département de l'Hérault, à la limite avec le Gard, à 15 kilomètres au nord-est de la ville de Montpellier.
L'aire de production est limitée à la commune de Saint-Drézéry.

### Géologie et orographie
À 20 km au nord-est de Montpellier, le village s'étend entre 50 et 150 mètres d'altitude. La nature des sols varie entre les grès, les marnes gravelo-caillouteuses les conglomérats et les terrasses caillouteuses. L'origine de ces sols s'étale du secondaire (Jurassique) jusqu'au quaternaire. Les galets roulés sont une caractéristique majeure du terroir de Saint-Drézéry et ont toujours garanti une maturité optimale aux raisins.

### Climatologie
Le climat de ce terroir viticole est typiquement méditerranéen. Il se caractérise par des hivers doux, des étés chauds et secs et des précipitations rares, ces dernières se concentrant notamment en automne de septembre à décembre (les précipitations annuelles sont proches de 700 mm). Au contraire, l'été est souvent très sec voire aride sur cet arrière-pays couvert par les garrigues, avec seulement quelques précipitations en août liées aux orages. Les vents dominants sont la tramontane, vent sec et froid qui chasse les nuages, et le marin, vent humide qui au contraire amène les nuages. Il peut parfois être très violent.
Le taux d'ensoleillement journalier moyen est de 7 heures 22 minutes, largement supérieur à la moyenne française de 4 heures 46 minutes. En outre, relativement protégée du mistral et de la tramontane par l'avancée des reliefs cévenols, la région de Montpellier est la moins ventée du golfe du Lion. De plus, la proximité de la mer favorise l'installation de la brise marine qui tempère un peu les excès thermiques en été.
La température annuelle moyenne est de 14,2 °C, supérieure à la moyenne nationale qui est de 12,2 °C.
La station météo de Montpellier (à 3 mètres d'altitude) est la plus proche de l'aire d'appellation, à 20 kilomètres, mais elle est en plaine. Ses valeurs climatiques de 1961 à 1990 sont : 
| Mois                              | jan. | fév. | mars | avril | mai  | juin | jui. | août | sep. | oct.  | nov. | déc. | année |
| --------------------------------- | ---- | ---- | ---- | ----- | ---- | ---- | ---- | ---- | ---- | ----- | ---- | ---- | ----- |
| Température minimale moyenne (°C) | 2,2  | 3,3  | 4,9  | 7,8   | 11,2 | 14,6 | 17,1 | 16,7 | 14,2 | 10,6  | 5,9  | 2,8  | 9,3   |
| Température moyenne (°C)          | 6,6  | 7,8  | 9,8  | 12,6  | 16,1 | 19,9 | 22,8 | 22,2 | 19,4 | 15,4  | 10,3 | 7,2  | 14,2  |
| Température maximale moyenne (°C) | 11,1 | 12,4 | 14,7 | 17,5  | 21,1 | 15,3 | 28,4 | 27,7 | 24,7 | 20,2  | 14,7 | 11,7 | 19,1  |
| Précipitations (mm)               | 72,3 | 72,3 | 55   | 54,9  | 52,1 | 33   | 20   | 41,7 | 62,3 | 109,5 | 62,8 | 63,3 | 699,1 |

## Vignoble

### Présentation
L'aire de production est limitée à la commune de Saint-Drézéry, couvrant environ 400 hectares.
Les parcelles se situent à une altitude moyenne de 100 mètres.

### Encépagement

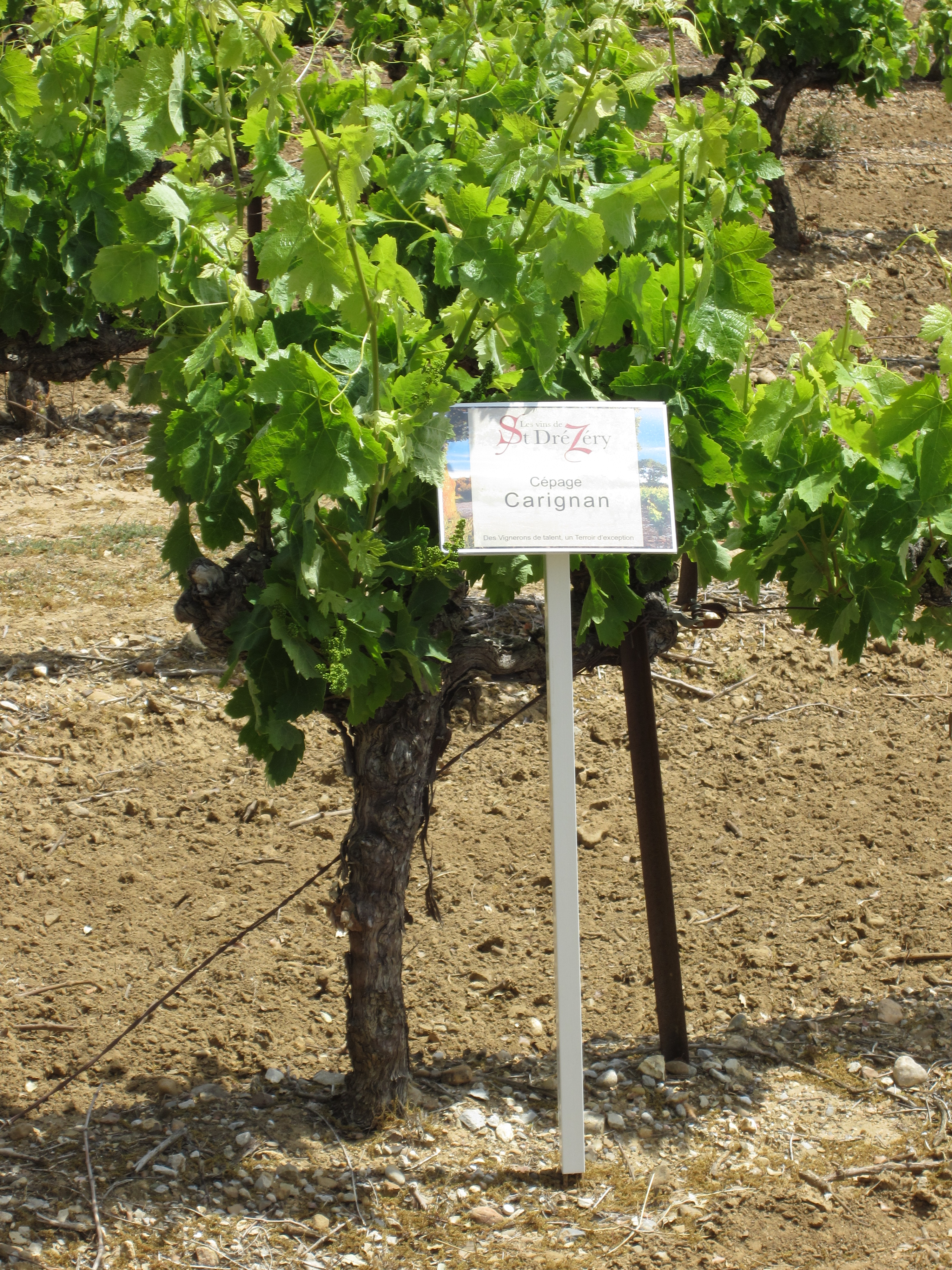
un plant de carignan à Saint-Drézéry.

Les cépages principaux sont le grenache N, le mourvèdre N et la syrah N, complétés accessoirement par le carignan N, le cinsaut N, la counoise N et le morrastel N. L’ensemble des cépages principaux doit représenter au moins 70 % de la surface revendiquée. Un assemblage d’au moins deux cépages principaux est obligatoire.

### Méthodes culturales
Pour la dénomination géographique saint-drézéry, les vignes doivent présenter une densité minimale de 4 400 pieds à hectare (au lieu de 4 000 pour les autres dénominations de l'appellation). L'écartement entre les rangs ne peut être supérieur à 2,5 mètres. Chaque pied dispose d'une superficie maximale de 2,25 mètres carrés ; cette superficie est obtenue en multipliant les distances d'inter-rang et d'espacement entre les pieds.
Les vignes sont taillées en taille courte, à coursons, avec un maximum de dix yeux francs par pied (douze pour le reste de l'appellation languedoc). Chaque courson porte un maximum de deux yeux francs. Pour le cépage syrah N, un palissage est obligatoire avec au moins deux niveaux de fils hors fil porteur, et au moins un niveau de fils releveurs.
La charge maximale moyenne à la parcelle est de 6 500 kilogrammes par hectare (9 000 kilogrammes pour le reste de l'appellation), qui passe à 6 000 en cas d'irrigation (qui peut être autorisée).

### Rendements
Les rendements maximums sont de 40 hectolitres par hectare (avec butoir à 45), soit inférieurs aux autres rouges de l'appellation (50 hectolitres par hectare, avec butoir à 60).

## Vins
La production de languedoc-saint-drézéry est d'environ 5 000 hectolitres par an, à raison de 90 % de rouges et 10 % de rosés.

### Titres alcoométriques
Le titre alcoométrique volumique naturel doit être de 12,5 % vol..

### Vinification et élevage
En raison des conditions climatiques marquées par des étés très chauds, les raisins arrivent très vite à surmaturité. L'assemblage des cépages est alors nécessaire pour obtenir un équilibre entre acidité, sucre, alcool et tanins. Cet assemblage peut se faire dès l'origine pour les raisins ou les moûts mais se fait en général plus tard, après la vinification.
Pour l'élaboration des vins susceptibles de bénéficier de la dénomination géographique Saint-Drézéry, toute technique de thermo-traitement de la vendange (thermo-vinification, thermo-détente, flash-détente, thermo-flash...) est interdite.
Les vins proviennent de l'assemblage de raisins, de moûts ou de vins, issus obligatoirement d'au moins deux cépages principaux. Ces derniers doivent être majoritaires dans l'assemblage.

#### En rouge
La vinification en rouge consiste à faire un pressurage après le commencement de la fermentation. Pendant toute cette phase, le moût est en contact avec les matières solides de la vendange. Celles-ci sont très riches en tanins, matières colorantes, odorantes, minérales et azotées. Ces substances vont alors se dissoudre plus ou moins dans le moût et se retrouver dans le vin.
La majorité des saint-drézéry sont faits selon une vinification traditionnelle, avec en complément environ un dixième qui passe par la macération carbonique.
C'est pendant la cuvaison que les sucres se transforment en alcool (fermentation alcoolique) et le jus se voit enrichi par les composants du moût. Plus la macération est longue, plus la coloration du vin sera intense. Se dissolvent également les tanins, leur taux dépendant aussi du temps de la cuvaison. Plus elle sera longue, plus les vins seront aptes à vieillir. Durant cette phase se produit une forte élévation de la température. Celle-ci est de plus en plus contrôlée par la technique de maîtrise des températures.
La plupart des caves particulières utilisent la barrique pour l’élevage. La première cuvée est généralement élevée douze mois en barrique ; l'élevage est obligatoire jusqu'au 15 mai de l'année qui suit celle de la vendange mais certaines cuvées dépassent les vingt-quatre mois d’élevage. La mise sur le marché n'est possible qu'à partir du 1er juin pour les rouges.

#### En rosé

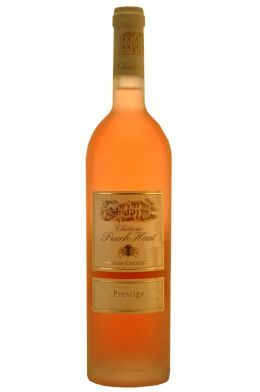
Château Puech-Haut rosé

La vinification en rosé se produit par macération, limitée dans le temps, de cépages à pellicule noire avec possible ajout de cépages blancs. Le vin rosé n'a pas de définition légale mais ses techniques de vinification sont très strictes et n'autorisent en rien le mélange de vin rouge et blanc en Europe. Il y a trois techniques pour en produire :
- la première technique se fait par saignée : c'est le jus qui s'égoutte sous le poids de la vendange, entre 20 et 25 %, et qui va macérer durant 3 à 24 heures avant d'être soutiré de la cuve (ce qui permet de concentrer le restant de la cuve pour faire un rouge plus puissant).
- La seconde technique est le pressurage direct ; une vendange bien mûre pourra colorer le jus et sa vinification se fait en blanc.
- La troisième technique implique une courte macération à froid.

Ces trois méthodes sont complémentaires car le jus de goutte (première méthode) et le jus de presse (seconde méthode) sont en général assemblés. Obtenu par ces trois types de vinification où la maîtrise des températures est une nécessité, un vin rosé a une robe qui s'apparente à celle d'un vin rouge très clair, avec le fruit et la fraîcheur des vins blancs. La mise sur le marché est possible à partir du 15 décembre.

### Gastronomie

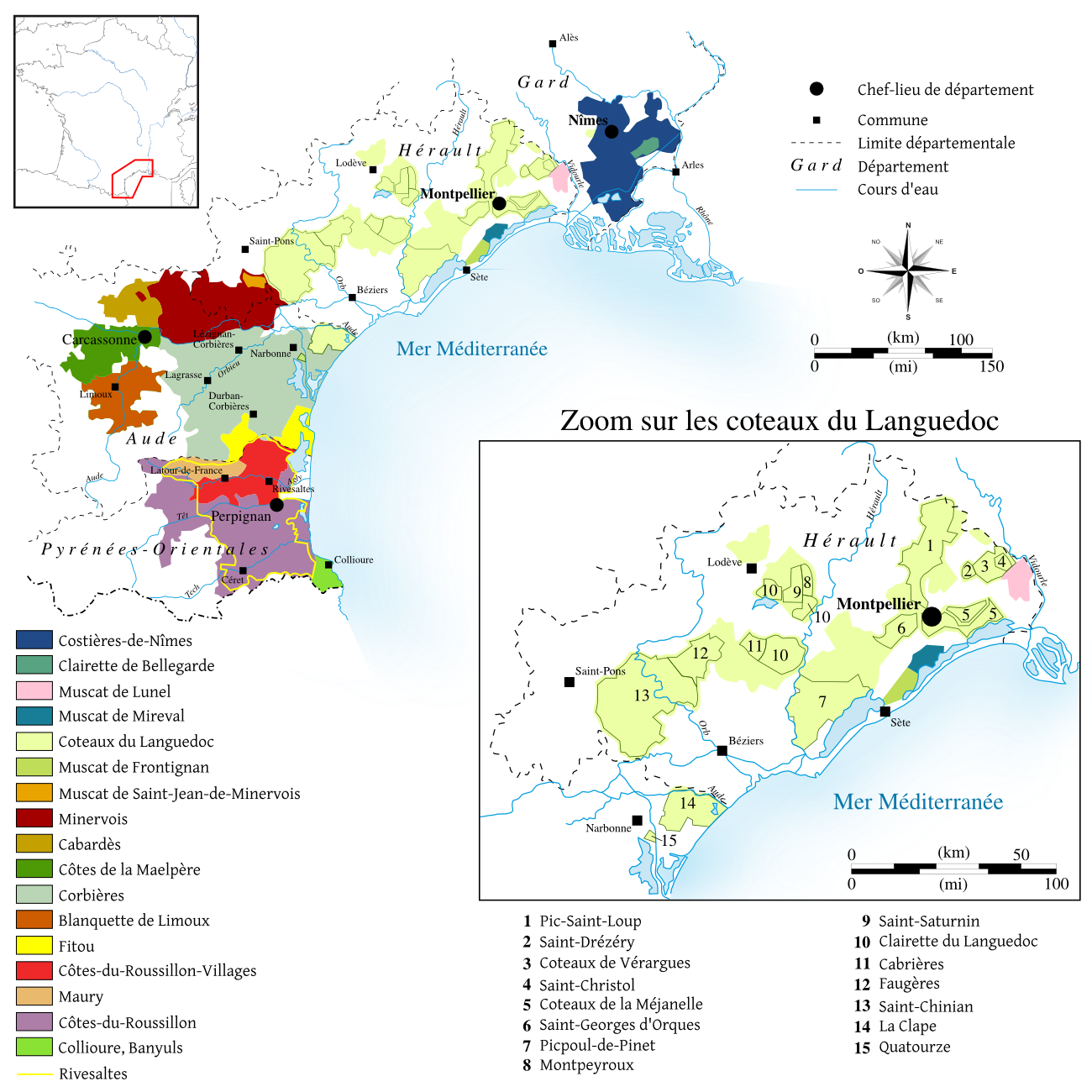
les différentes appellations languedociennes.

Les rouges peuvent présenter aussi bien des arômes où dominent les fruits rouges (cassis) et les épices douces que des arômes plus complexes marqués par la garrigue, les notes de cuir et les fruits mûrs. Cette typicité va de pair avec l’abandon progressif du cinsault et du carignan dans les assemblages. Le développement de l’élevage en barrique a également apporté des éléments supplémentaires avec des notes grillées et vanillées.
Quant aux rosés, ils exhalent souvent des notes rappelant la framboise et la fraise. Leur bouche est fruitée et bien équilibrée.

## Économie

### Structure des exploitations
Sur l'aire de production de la dénomination, il y a huit producteurs.

### Liste de producteurs

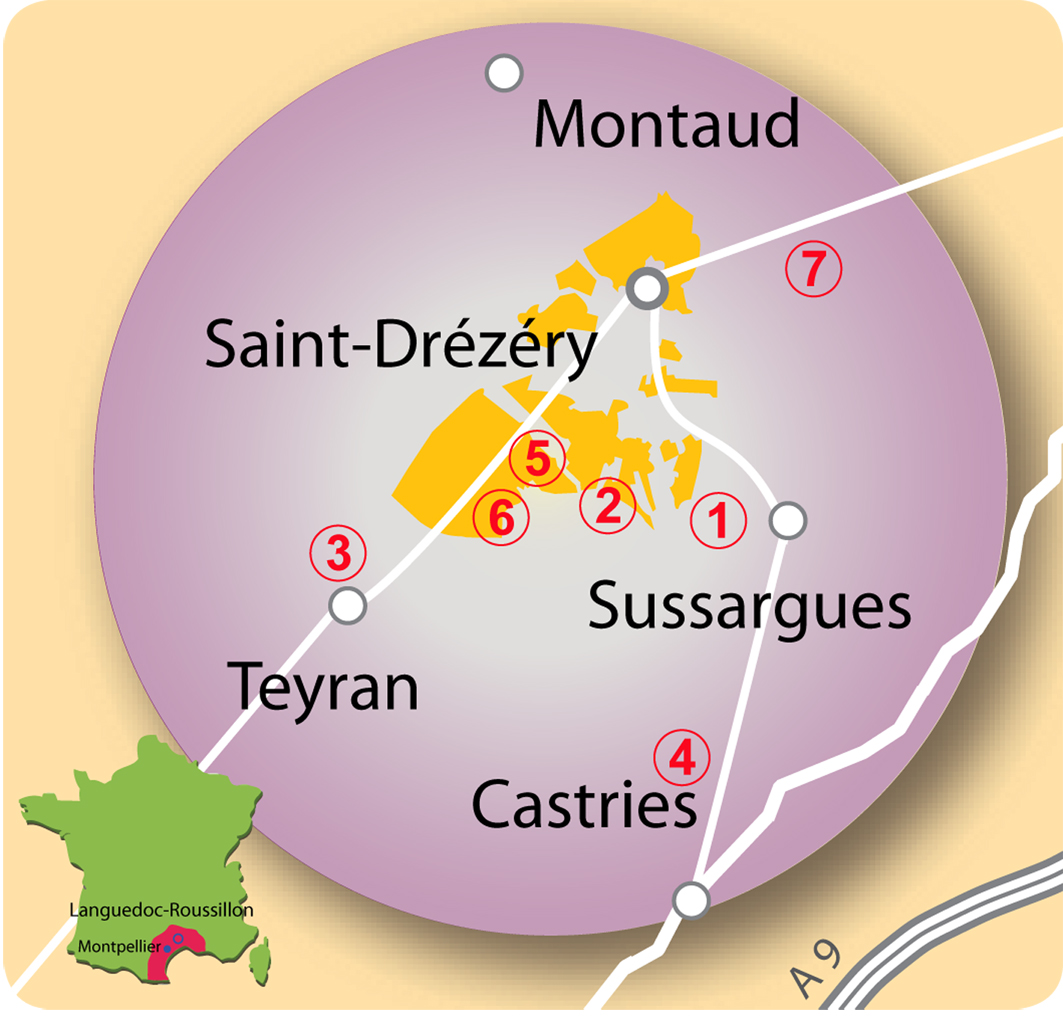
La situation des vignerons de Saint-Drézéry.

1. Mas d'Arcaÿ : en 2007, la famille Lacauste achète le Mas d'Arcaÿ pour y rattacher le vignoble qu'elle exploite à Saint-Drézéry depuis des générations. Sur les 40 ha de vignes, 4 sont vinifiés au mas depuis 2011.
2. Domaine Saint-Jean de l'Arbousier : le domaine, ancienne propriété des Templiers (1235), appartient à la famille Viguier depuis quatre générations. D'une superficie de 110 ha, le domaine abrite un vignoble de 40 ha, ceinturé par les arbousiers et les pins parasols sur un terroir exceptionnel.
3. Château Montel : domaine et savoir-faire se transmettent dans la famille depuis 1872, dans la tradition et les innovations. Le vignoble s'étend sur 70 ha, sur des terroirs renommés, dont Saint-Drézéry. Sur les hauteurs du lieu-dit des Châtaigniers, la cuvée « Zarafa de Château Montel » est née, création actuelle du vigneron, Frédéric Montel.
4. Domaine Ellul-Ferrières : situées au nord de Castries, les vignes du Domaine s'épanouissent sur un terroir similaire et contigu à celui de Saint-Drézéry. Sylvie et Gilles Ellul proposent des vins de haute expression, élaborés selon de faibles rendements.
5. Celliers du Val des Pins : au nord-est de Montpellier, des carrières de pierre de Castries aux falaises calcaires de Saint-Bauzille-de-Montmel, en passant par les coteaux de Saint-Drézéry se trouve un terroir riche et diversifié bordé de pinèdes. C'est pour cela que les vignerons de Montaud, Sussargues et Saint-Bauzille ont donné naissance aux Celliers du Val des Pins.
6. Château Puech-Haut : Cette propriété est la création de Gérard Bru, un ancien industriel hédoniste amoureux du vin et est conseillée par l'œnologue Philippe Cambie. Les vignes s'étendent sur quelque 100 hectares de coteaux, en syrah, grenache et mourvèdre principalement. Deux cuvées en rouge ont fait la renommée du château : « Prestige » et « Tête de bélier ».
7. Mas de Carrat : le terroir de Carrat appartient à Sandrine Mialanes qui s'y est installée en 2007. Le vignoble planté en syrah, grenache, mourvèdre et carignan, s'étend sur 28 hectares en pentes douces. De grands travaux ont été menés, un « nouveau » Mas de Carrat a été bâti. Une nouvelle cave est également en préparation.
8. Domaine Valinière.